# 今沢忠文
今沢 忠文（いまざわ ただふみ、1937年（昭和12年）1月15日 - ）は、日本の政治家、元山梨県南アルプス市長（1期）。元山梨県議会議員。

## 来歴
山梨県出身。山梨県立農林高等学校卒。1967年、甲西町議会議員となり、3期務める。1993年、甲西町長に当選、3期務めた後、2003年、合併で甲西町は南アルプス市となり、山梨県議会議員に転身する。県議を1期務め、2007年の南アルプス市長選挙に立候補し当選する。市長を1期務め、2011年の市長選挙では再選を目指したが、元山梨県議の中込博文に敗れた。現在、自由民主党山梨県連の相談役を務める。